# B2C
|  | No s'ha de confondre amb Minorista o Comerç de detall. |

B2C és l'abreviatura de l'expressió Business-to-Consumer («del negoci al consumidor», en anglès). És el nom donat al conjunt d'arquitectures tècniques i programaris que permeten relacionar les empreses amb els seus clients. B2C es refereix a l'estratègia que desenvolupen les empreses per arribar directament al client o usuari final.
Un exemple de transacció B2C pot ser la compra d'un parell de sabates en una sabateria de barri, per un individu. Tanmateix, totes les transaccions necessàries perquè aquest parell de sabates estigui disponible per a la venda en l'establiment comercial -compra de la pell, sola, cordons, etc. així com la venda de sabates del fabricant al comerciant- formen part del que s'anomena B2B o Business-to-Business («de negoci a negoci», en anglès).
Malgrat el sentit ampli de l'expressió B2C, a la pràctica, sol referir-se a les plataformes virtuals utilitzades en el comerç electrònic per comunicar empreses (venedores) amb particulars (compradors). Per això, l'ús més freqüent és «Comerç Electrònic B2C»»
La cadena dels serveis del B2C és la següent:
- See: necessitat (creació, identificació), recerca producte (informació, catàleg), recerca venedor
- Seduce: negociació del valor, compra
- Sell: validació pagament, gestió comanda
- Satisfy: servei client, avaluació.

## Transaccions directes «negoci-consumidor» o «negoci-client»
Els pioners d'aquesta estratègia B2C són: l'empresa fabricant d'ordinadors personals Dell.
Michael Dell va començar a vendre ordinadors des de la seva habitació de la residència universitària el 1984. Un altre pioner va ser el majorista, també nord-americà, de llibres, música i altres productes Amazon.com. El comerç electrònic B2C és una forma de venda amb gran potencial a llarg termini; en l'actualitat, l'estan desenvolupant els sectors de distribució d'articles d'alimentació i consum. Així, les grans cadenes de distribució: supermercats, hipermercats, grans magatzems ja disposen de portals propis per a la venda a través d'Internet. B2C també s'aplica a institucions financeres i qualsevol altre tipus d'empresa que estableixi relacions comercials directes amb els seus clients a través d'Internet. L'èxit de les transaccions electròniques B2C depèn de la fiabilitat dels sistemes de pagament, que solen ser a través de targeta de crèdit, en altres casos es possibiliten altres formes de pagament com pagament contra reemborsament, en efectiu o la utilització de serveis proporcionats per altres empreses com PayPal.
Els dos principals desafiaments que enfronta el comerç electrònic B2C són la creació de trànsit i la fidelització de la clientela. Moltes petites empreses tenen dificultats per entrar en el mercat i continuar sent competitives. A més, els compradors en línia són molt sensibles al preu i són fàcilment atrets per altres botigues online, per la qual cosa l'adquisició i manteniment de nous clients és difícil.